# La bella canzone di una volta
La bella canzone di una volta è un brano di Elio e le Storie Tese, pubblicato come quarto singolo estratto dall'album Craccracriccrecr del 1999.
La canzone prende come riferimento principale il Tango delle Capinere, mentre la "cassa rotterdam" citata da Elio sul finale è un riferimento al genere musicale techno gabber (originario di Rotterdam) caratterizzato dall'uso esasperato di cassa digitale (tunz tunz). Nella versione dell'album, il pezzo è introdotto, in "stile Johnny Dorelli", eseguendo la Sonata in si minore di Franz Liszt da parte del pianista Stefano Bollani.

## Formazione
- Elio - voce
- Rocco Tanica - piano
- Faso - contrabbasso (tramite campionamenti digitali)
- Demo Morselli - tromba e arrangiamenti fiati
- Ambrogio Frigerio - trombone
- Daniele Comoglio - sax alto
- MC Costa - batteria jazz computerizzata